# Kindia
Kindia és una ciutat de l'oest de Guinea, capital de la regió i la prefectura homònimes.
El 2008 tenia una població estimada de 181.126 habitants (contra 96.076 habitants el 1996, és a dir, amb un increment mitjà anual del 5,43% durant aquest període de 12 anys), majoritàriament d'ètnia sussu i peul. És la cinquena ciutat més poblada del país, després de Conakry, Nzérékoré, Gueckedou i Kankan.
Allotja el quarter general de les Forces Armades de Guinea.
La ciutat va créixer al voltant de les plantacions de bananers de la regió, arran de la construcció d'una línia fèrria (avui clausurada) en direcció a la capital.
La prefectura de Kindia té una extensió de 9.115 km² i una població estimada de 286.000 habitants.